# Acey Slade
Pour les articles homonymes, voir Slade (homonymie).
Acey Slade, né le 15 décembre 1974 en Pennsylvanie, aux États-Unis, est un guitariste et chanteur américain.
Il commence sa carrière en 1995 avec le groupe Vampire Love Dolls, mélange d'indus et de glam punk, où il chante et joue de la guitare tout en écrivant les paroles des chansons.
C'est en 1999 qu'il intègre Dope, un groupe de métal industriel où il tient la place de bassiste avant de remplacer Tripp Eisen à la guitare. En 2002, il remplace à nouveau Tripp qui, entretemps, avait pris place au sein des Murderdolls en tant que guitariste aux côtés de Wednesday 13 (chant), Ben Graves (batterie), Joey Jordison (guitare) et Eric Griffin (basse).
Après la pause du groupe en 2004 puisque Joey Jordison se concentre avec son groupe Slipknot, en mars 2004, Acey crée le groupe Trashlight Vision, un groupe de punk'n roll à tendances trash.
Acey Slade tire son surnom, Mr Bones, de son admiration pour le film de Tim Burton, L'Étrange Noël de Monsieur Jack, Mr Bones étant le surnom de Jack dans le film.